# Suðurnes
Suðurnes ("Zuidelijk schiereiland") is een van de acht regio's van IJsland en neemt het grootste deel van het schiereiland Reykjanes in. Het heeft 18.880 inwoners (in 2006) en een oppervlakte van 818 km². De hoofdstad van de regio is de stad Keflavík.

## Bestuurlijke indeling
De regio is onderverdeeld in 5 gemeentes.
| Code-Nr. | Gemeente              | Aantal inwoners (2006) | Oppervlakte [km²] | Bevolkingsdichtheid [Inw./km²] | Grootste plaats            |
| -------- | --------------------- | ---------------------- | ----------------- | ------------------------------ | -------------------------- |
| 2000     | Reykjanesbær          | 11.928                 | 145               | 82,3                           | Keflavík, Njarðvík, Hafnir |
| 2300     | Grindavíkurbær        | 2.697                  | 425               | 6,3                            | Grindavík                  |
| 2503     | Sandgerðisbær         | 1.663                  | 62                | 26,8                           | Sandgerði                  |
| 2504     | Sveitarfélagið Garður | 1.486                  | 21                | 70,7                           | Garður                     |
| 2506     | Sveitarfélagið Vogar  | 1.106                  | 165               | 6,7                            | Vogar                      |

Austurland · Höfuðborgarsvæðið · Norðurland eystra · Norðurland vestra · Suðurland · Suðurnes · Vestfirðir · Vesturland